# Salcea
Salcea es una ciudad con estatus de oraș de Rumania ubicada en el distrito de Suceava.
Según el censo de 2011, tiene 9015 habitantes, mientras que en el censo de 2002 tenía 8719 habitantes. La mayoría de la población es de etnia rumana (92,24 %), con una minoría de gitanos (4,61 %).
La mayoría de los habitantes son cristianos de la Iglesia Ortodoxa Rumana (65,83 %), con importantes minorías de pentecostales (19,71 %) y hermanos de Plymouth (8,54 %).
Se conoce la existencia de la localidad desde el siglo XVII. Adquirió estatus urbano en 2004. En su territorio se incluyen como pedanías los pueblos de Mereni, Plopeni, Prelipca y Văratec. También se halla en Salcea el Aeropuerto Internacional de Suceava.
Se ubica unos 5 km al este de Suceava, sobre la carretera E58 que lleva a Botoșani.